# Vasile Buhăescu
Vasile Buhăescu (Huși, 2 febbraio 1988) è un calciatore rumeno, attaccante del CSM Vaslui.